# Копаница (Скопље)
Копаница (мкд. Копаница) је насеље у Северној Македонији, у северном делу државе. Копаница припада градској општини Сарај града Скопља. 

## Географија
Копаница је смештена у северном делу Северне Македоније. Од најближег већег града, Скопља, насеље је удаљено 22 km западно.
Насеље Копаница је у историјској области Дервент, тј. области око Дервентске клисуре, коју правио реке Вардар између Полога и Скопског поља. Северно од насеља протиче Вардар, док се западно издиже планина Жеден. Надморска висина насеља је приближно 460 метара.
Месна клима је континентална.

## Становништво
Копаница је према последњем попису из 2002. године имала 1.714 становника.
Претежно становништво у насељу су Албанци (99%).
Већинска вероисповест је ислам.